# Palazzo Municipale (Oviedo)
Il palazzo Municipale (in spagnolo Casa consistorial) è un edificio barocco del XVII secolo a Oviedo progettato dall'architetto Juan de Naveda nel 1622.

## Storia

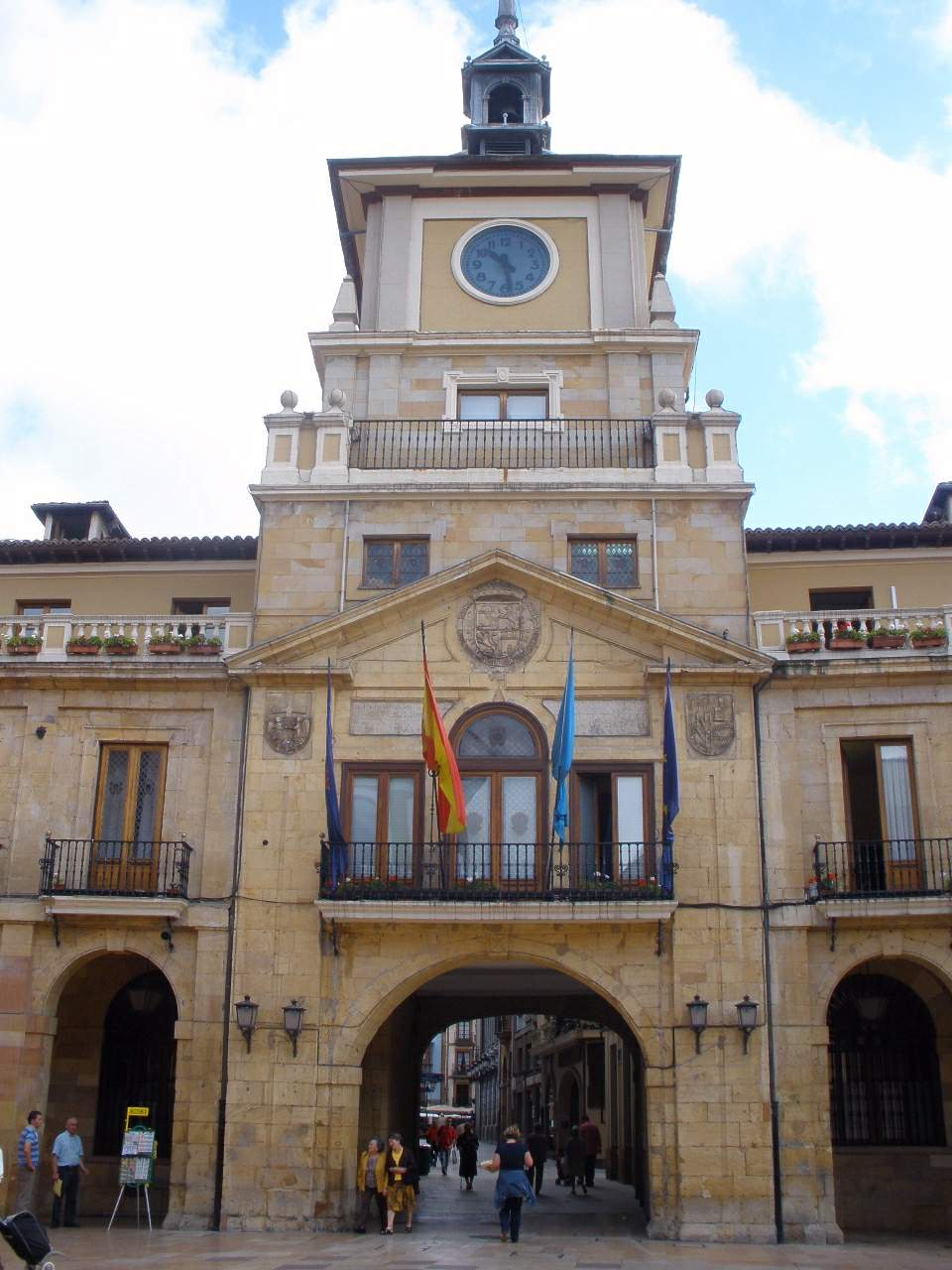
Palazzo municipale di Oviedo - Particolare con la Torre dell'orologio

Dopo la creazione dell'amministrazione comunale ebbe inizio il cammino per la costruzione di un palazzo municipale.
I governanti, con la crescita d'importanza dell'amministrazione, decisero di trasferire la sede del municipio dall'atrio della chiesa di San Tirso in un nuovo edificio.
Nel 1622 Juan de Naveda lo progettò approfittando del sostegno delle vecchie mura cittadine e della porta di Cimadevilla. Nel 1671 l'opera fu portata a termine.
Nel corso della guerra civile spagnola il palazzo del municipio patì grandi danni, per cui la sede municipale fu trasferita temporaneamente nel Palazzo del Duca del Parque. Terminata la guerra, l'edificio fu riedificato nel 1940, aggiungendovi la torre dell'orologio, opera di Gabriel de la Torriente.